# Continuation
『Continuation』（コンティニュエーション）は、2010年11月27日にリリースされたコタニキンヤ.の2枚目のアルバム（MC-K2、コタニキンヤ、キンヤ名義でリリースされた作品を含めると通算7枚目）。発売元はQUEST。

## 概要
前作『彩 -IRO-』より10ヵ月ぶりのリリース。コタニキンヤ．に改名後、初のミニアルバムである。
DVD付き限定版にはTypeAとTypeBがあり、TypeAでは収録曲「DISTANCE」のコーラス部分のレコーディング模様と2010年7月16日に行われたコタニキンヤ.バースデイライブの映像が収録。TypeBでは、ジャケット印刷会社への突撃取材と自作CD製作の映像、TypeAに収録されていないコタニキンヤ.バースデイライブの映像が収録されている。
通常版の初回特典としてContinuation未公開ショットオリジナル壁紙ダウンロードパスワードが封入されている。

## 収録曲
1. 閃光未来
  - 作詞・作曲：伊藤賢一
2. 残光〜ZANKOU〜
  - 作詞：コタニキンヤ.　作曲：TKM
3. SHINING!!!
  - 作詞・作曲：コタニキンヤ.
4. DISTANCE
  - 作詞・作曲：コタニキンヤ.
5. 無限Diamond
  - 作詞・作曲：伊藤賢一
6. Continuation
  - 作詞：コタニキンヤ.　作曲：清水武仁・丸山真由子